# UC 9
UC 9 war ein U-Boot der Kaiserlichen Marine vom Typ UC I, das im Ersten Weltkrieg eingesetzt wurde. Zuerst diente es als Schulboot in Kiel, im September 1915 wurde es zu U-Flottille Flandern beordert.

## Geschichte
UC 9 wurde bei der Hamburger Vulkanwerft gebaut und lief dort am 11. Juli 1915 vom Stapel. Bereits vier Tage später erfolgte die Indienststellung des Bootes unter dem Kommando von Oberleutnant zur See Paul Schürmann. Zunächst wurde das U-Boot zur Schulung eingesetzt. Schürmann behielt das Kommando auch, als das Boot vom 21. bis 23. September 1915 Kiel nach Flandern überführt wurde, um von dort aus auf Feindfahrt zu gehen.
Der erste und einzige derartige Einsatz begann am 20. Oktober 1915. UC 9 sollte im Gebiet um das Feuerschiff Long Sands vor der Themsemündung Minen legen. Von diesem Einsatz kam das Boot nicht zurück. Vermutlich ging es etwa auf Position 51° 47′ N, 1° 37′ O unter. Die Ursache des Verlustes ist unbekannt, jedoch wird eine zu früh aufgestiegene Ankertaumine als wahrscheinlich angesehen. Mit UC 9 gingen alle 15 Personen an Bord unter. Die Leiche des Besatzungsmitgliedes Karl Neuhaus wurde von den Briten am 12. November 1915 gefunden.

## Besatzung beim Untergang
| Besatzung von UC 9   |            |           |             |
| Dienstgrad           | Name       | Vorname   | Geburtsort  |
| Obermatrose          | Behrend    | Wilhelm   | Hakenau     |
| Obermaschinenmaat    | Bohne      | Friedrich | Stendal     |
| Bootssteuermannsmaat | Duwe       | Adolf     | Hof Meteln  |
| Obermatrose          | Eckhoff    | Hans      | Altona      |
| Heizer               | Jork       | Richard   | Borsdorf    |
| Matrose              | Käsler     | Friedrich | Sarkau      |
| FT. Obergast         | Keitel     | Willy     | Gera        |
| Maschinenaspirant    | Neuhaus    | Karl      | Bendorf     |
| Obersteuermann       | Outzen     | Gustav    | Flensburg   |
| Bootsmannsmaat       | Peters     | Ernst     | Föhr        |
| Maschinistenanwärter | Preuss     | Ernst     | Gnesen      |
| Oberleutnant zur See | Schürmann  | Paul      | Kiel        |
| Heizer               | Siekmann   | Georg     | Lage        |
| Maschinenmaat        | Soltau     | Hans      | Fuhlenhagen |
| Matrose              | Weller     | Paul      | Bietegast   |
| Maschinenmaat        | Willandsen | Wilhelm   | Flensburg   |

## Quelle
- United States National Archive (NARA) Mikrofilm, KTB UC 4 1915/08/16–1915/10/20 Rolle 63, Item 61909, Seite 87